# Liste des matchs de l'équipe de Sainte-Lucie de football par adversaire
Cette liste présente les matchs de l'équipe de Sainte-Lucie de football par adversaire rencontré.
- Haut – A
- B
- C
- D
- E
- F
- G
- H
- I
- J
- K
- L
- M
- N
- O
- P
- Q
- R
- S
- T
- U
- V
- W
- X
- Y
- Z

## A

### Anguilla

#### Confrontations
Confrontations entre Sainte-Lucie et Anguilla en matchs officiels :
|   | Date        | Lieu     | Match                   | Score | Compétition                                        |
| - | ----------- | -------- | ----------------------- | ----- | -------------------------------------------------- |
| 1 | 16 mai 1991 | Castries | Sainte-Lucie - Anguilla | 6-0   | Coupe caribéenne des nations 1991 (qualifications) |

#### Bilan
Au 31 août 2018 :
- Total de matchs disputés : 0
- Victoires d'Anguilla : 0
- Matchs nuls : 0
- Victoires de Sainte-Lucie : 1
- Total de buts marqués par Anguilla : 0
- Total de buts marqués par Sainte-Lucie : 6

### Antigua-et-Barbuda

#### Confrontations
Confrontations entre Sainte-Lucie et Antigua-et-Barbuda en matchs officiels, :
|    | Date              | Lieu         | Match                             | Score | Compétition                                                        |
| -- | ----------------- | ------------ | --------------------------------- | ----- | ------------------------------------------------------------------ |
| 1  | 20 novembre 1988  |              | Antigua-et-Barbuda - Sainte-Lucie | 2-0   | Match amical                                                       |
| 2  | 27 mai 1990       | Saint John's | Antigua-et-Barbuda - Sainte-Lucie | 0-2   | Coupe caribéenne des nations 1990 (tour préliminaire)              |
| 3  | 21 juin 1997      | Saint John's | Antigua-et-Barbuda - Sainte-Lucie | 1-1   | Match amical                                                       |
| 4  | 22 juin 1997      | Saint John's | Antigua-et-Barbuda - Sainte-Lucie | 1-0   | Match amical                                                       |
| 5  | 1er avril 1998    | Saint John's | Antigua-et-Barbuda - Sainte-Lucie | 1-1   | Match amical                                                       |
| 6  | 13 février 1999   | Castries     | Sainte-Lucie - Antigua-et-Barbuda | 0-0   | Match amical                                                       |
| 7  | 25 février 2001   | Saint John's | Antigua-et-Barbuda - Sainte-Lucie | 0-1   | Match amical                                                       |
| 8  | 8 novembre 2002   | Vieux Fort   | Sainte-Lucie - Antigua-et-Barbuda | 2-1   | Match amical                                                       |
| 9  | 6 novembre 2004   | Basseterre   | Antigua-et-Barbuda - Sainte-Lucie | 1-2   | Coupe caribéenne des nations 2005 (tour préliminaire)              |
| 10 | 18 mai 2008       | Saint John's | Antigua-et-Barbuda - Sainte-Lucie | 6-1   | Match amical                                                       |
| 11 | 23 septembre 2010 | Saint John's | Antigua-et-Barbuda - Sainte-Lucie | 5-0   | Match amical                                                       |
| 12 | 8 octobre 2014    | Couva        | Antigua-et-Barbuda - Sainte-Lucie | 2-1   | Éliminatoires de la Coupe caribéenne des nations 2014 (2e tour)    |
| 13 | 10 juin 2015      | Saint John's | Antigua-et-Barbuda - Sainte-Lucie | 1-3   | Éliminatoires de la Coupe du monde 2018 (zone CONCACAF, 2e tour)   |
| 14 | 14 juin 2015      | Saint John's | Sainte-Lucie - Antigua-et-Barbuda | 1-4   | Éliminatoires de la Coupe du monde 2018 (zone CONCACAF, 2e tour)   |
| 15 | 7 septembre 2018  | Saint John's | Antigua-et-Barbuda - Sainte-Lucie | 0-3   | Ligue des nations de la CONCACAF 2019-2020 (tournoi de classement) |

#### Bilan
Au 11 septembre 2018 :
- Total de matchs disputés : 15
- Victoires d'Antigua-et-Barbuda : 5
- Matchs nuls : 3
- Victoires de Sainte-Lucie : 7
- Total de buts marqués par Antigua-et-Barbuda : 23
- Total de buts marqués par Sainte-Lucie : 20

### Antilles néerlandaises

#### Confrontations
Confrontations entre les Antilles néerlandaises et Sainte-Lucie en matchs officiels :
|   | Date            | Lieu       | Match                                 | Score | Compétition                                        |
| - | --------------- | ---------- | ------------------------------------- | ----- | -------------------------------------------------- |
| 1 | 17 octobre 2010 | Paramaribo | Sainte-Lucie - Antilles néerlandaises | 2-2   | Coupe caribéenne des nations 2010 (qualifications) |

#### Bilan
- Total de matchs disputés : 1
- Victoires des Antilles néerlandaises : 0
- Matchs nuls : 1
- Victoires de Sainte-Lucie : 0
- Total de buts marqués par les Antilles néerlandaises : 2
- Total de buts marqués par Sainte-Lucie : 2

### Aruba

#### Confrontations
Confrontations entre Aruba et Sainte-Lucie en matchs officiels :
|   | Date            | Lieu         | Match                | Score           | Compétition                                                        |
| - | --------------- | ------------ | -------------------- | --------------- | ------------------------------------------------------------------ |
| 1 | 8 juillet 2011  | Oranjestad   | Aruba - Sainte-Lucie | 4-2             | Éliminatoires de la Coupe du monde 2014 (zone CONCACAF, 1er tour)  |
| 2 | 12 juillet 2011 | Castries     | Sainte-Lucie - Aruba | 4-2 (tab : 5-4) | Éliminatoires de la Coupe du monde 2014 (zone CONCACAF, 1er tour)  |
| 3 | 25 mars 2019    | Saint John's | Sainte-Lucie - Aruba | 3-2             | Ligue des nations de la CONCACAF 2019-2020 (tournoi de classement) |

#### Bilan
Au 28 mars 2019 :
- Total de matchs disputés : 3
- Victoires d'Aruba : 1
- Victoires de Sainte-Lucie : 2
- Matchs nuls : 0
- Total de buts marqués par Aruba : 9
- Total de buts marqués par Sainte-Lucie : 8

## B

### Barbade

#### Confrontations
Confrontations entre Sainte-Lucie et la Barbade en matchs officiels, :
|   | Date            | Lieu       | Match                  | Score | Compétition                                        |
| - | --------------- | ---------- | ---------------------- | ----- | -------------------------------------------------- |
| 1 | 13 janvier 1985 | Bridgetown | Barbade - Sainte-Lucie | 4-1   | Match amical                                       |
| 2 | 15 avril 1990   | Bridgetown | Barbade - Sainte-Lucie | 1-0   | Match amical                                       |
| 3 | 30 avril 1995   | Bridgetown | Barbade - Sainte-Lucie | 1-1   | Coupe caribéenne des nations 1995 (qualifications) |
| 4 | 7 mai 1995      | Vieux Fort | Sainte-Lucie - Barbade | 2-1   | Coupe caribéenne des nations 1995 (qualifications) |
| 5 | 18 mars 1998    | Castries   | Sainte-Lucie - Barbade | 2-1   | Coupe caribéenne des nations 1998 (qualifications) |
| 6 | 6 octobre 2002  | Bridgetown | Barbade - Sainte-Lucie | 3-2   | Match amical                                       |
| 7 | 21 août 2011    | Bridgetown | Barbade - Sainte-Lucie | 4-0   | Match amical                                       |
| 8 | 3 juillet 2017  | Bridgetown | Barbade - Sainte-Lucie | 1-1   | Match amical                                       |
| 9 | 6 mars 2019     | Kingstown  | Sainte-Lucie - Barbade | 0-2   | Match amical                                       |

#### Bilan
Au 29 mars 2019 :
- Total de matchs disputés : 9
- Victoires de Sainte-Lucie : 2
- Victoires de la Barbade : 5
- Matchs nuls : 2
- Total de buts marqués par Sainte-Lucie : 9
- Total de buts marqués par la Barbade : 18

### Bermudes

#### Confrontations
Confrontations entre Sainte-Lucie et les Bermudes en matchs officiels :
|   | Date        | Lieu     | Match                   | Score | Compétition                                           |
| - | ----------- | -------- | ----------------------- | ----- | ----------------------------------------------------- |
| 1 | 13 mai 1990 | Castries | Sainte-Lucie - Bermudes | 0-2   | Coupe caribéenne des nations 1990 (tour préliminaire) |

#### Bilan
Au 31 août 2018 :
- Total de matchs disputés : 1
- Victoires des Bermudes : 1
- Matchs nuls : 0
- Victoires de Sainte-Lucie : 0
- Total de buts marqués par les Bermudes : 2
- Total de buts marqués par Sainte-Lucie : 0

## C

### Canada

#### Confrontations
Confrontations entre le Canada et Sainte-Lucie en matchs officiels :
|   | Date             | Lieu       | Match                 | Score | Compétition                                                      |
| - | ---------------- | ---------- | --------------------- | ----- | ---------------------------------------------------------------- |
| 1 | 2 septembre 2011 | Toronto    | Canada - Sainte-Lucie | 4-1   | Éliminatoires de la Coupe du monde 2014 (zone CONCACAF, 2e tour) |
| 2 | 7 octobre 2011   | Gros Islet | Sainte-Lucie - Canada | 0-7   | Éliminatoires de la Coupe du monde 2014 (zone CONCACAF, 2e tour) |

#### Bilan
Au 31 août 2018 :
- Total de matchs disputés : 2
- Victoires du Canada : 2
- Matchs nuls : 0
- Victoires de Sainte-Lucie : 0
- Total de buts marqués par le Canada : 11
- Total de buts marqués par Sainte-Lucie : 1

### Cuba

#### Confrontations
Confrontations entre Cuba et Sainte-Lucie :
|   | Date            | Lieu     | Match               | Score | Compétition                               |
| - | --------------- | -------- | ------------------- | ----- | ----------------------------------------- |
| 1 | 23 juillet 1995 | Kingston | Cuba - Sainte-Lucie | 2-0   | Coupe caribéenne des nations 1995 (gr. B) |

#### Bilan
Au 31 août 2018 :
- Total de matchs disputés : 1
- Victoires de Cuba : 1
- Matchs nuls : 0
- Victoires de Sainte-Lucie : 0
- Total de buts marqués par Cuba : 2
- Total de buts marqués par Sainte-Lucie : 0

### Curaçao

#### Confrontations
Confrontations entre Curaçao et Sainte-Lucie :
|   | Date            | Lieu       | Match                  | Score | Compétition                                           |
| - | --------------- | ---------- | ---------------------- | ----- | ----------------------------------------------------- |
| 1 | 21 octobre 2012 | Gros Islet | Sainte-Lucie - Curaçao | 5-1   | Coupe caribéenne des nations 2012 (tour préliminaire) |

#### Bilan
Au 31 août 2018 :
- Total de matchs disputés : 1
- Victoires de Curaçao : 0
- Matchs nuls : 0
- Victoires de Sainte-Lucie : 1
- Total de buts marqués par Curaçao : 1
- Total de buts marqués par Sainte-Lucie : 5

## D

### Dominique

#### Confrontations
Confrontations entre Sainte-Lucie et la Dominique, :
|    | Date              | Lieu          | Match                    | Score | Compétition                                                      |
| -- | ----------------- | ------------- | ------------------------ | ----- | ---------------------------------------------------------------- |
| 1  | 9 janvier 1938    | Dominique     | Dominique - Sainte-Lucie | 4-1   | Match amical                                                     |
| 2  | 10 janvier 1938   | Dominique     | Dominique - Sainte-Lucie | 1-3   | Match amical                                                     |
| 3  | 11 janvier 1938   | Dominique     | Dominique - Sainte-Lucie | 1-0   | Match amical                                                     |
| 4  | 15 janvier 1961   |               | Sainte-Lucie - Dominique | 4-1   | Match amical                                                     |
| 5  | 8 janvier 1964    |               | Sainte-Lucie - Dominique | 4-2   | Match amical                                                     |
| 6  | 12 janvier 1964   |               | Sainte-Lucie - Dominique | 5-0   | Match amical                                                     |
| 7  | 23 novembre 1965  |               | Dominique - Sainte-Lucie | 1-0   | Match amical                                                     |
| 8  | 10 novembre 1966  | Saint-Georges | Dominique - Sainte-Lucie | 5-3   | Match amical                                                     |
| 9  | 27 novembre 1967  | Roseau        | Dominique - Sainte-Lucie | 2-4   | Match amical                                                     |
| 10 | 18 novembre 1968  |               | Sainte-Lucie - Dominique | 4-0   | Match amical                                                     |
| 11 | 14 novembre 1969  |               | Dominique - Sainte-Lucie | 1-3   | Match amical                                                     |
| 12 | 21 novembre 1970  | Saint-Georges | Dominique - Sainte-Lucie | 1-1   | Match amical                                                     |
| 13 | 1er décembre 1971 | Roseau        | Dominique - Sainte-Lucie | 2-2   | Match amical                                                     |
| 14 | 2 décembre 1972   |               | Sainte-Lucie - Dominique | 1-0   | Match amical                                                     |
| 15 | 11 novembre 1973  | Roseau        | Dominique - Sainte-Lucie | 1-0   | Match amical                                                     |
| 16 | 16 novembre 1973  |               | Sainte-Lucie - Dominique | 0-0   | Match amical                                                     |
| 17 | 2 décembre 1974   |               | Sainte-Lucie - Dominique | 0-3   | Match amical                                                     |
| 18 | 23 avril 1989     |               | Sainte-Lucie - Dominique | 0-0   | Coupe caribéenne des nations 1989 (qualifications)               |
| 19 | 3 mars 1992       | Castries      | Sainte-Lucie - Dominique | 1-1   | Coupe caribéenne des nations 1992 (tour préliminaire)            |
| 20 | 27 avril 1993     | Saint-Georges | Dominique - Sainte-Lucie | 2-4   | Coupe caribéenne des nations 1993 (tour préliminaire)            |
| 21 | 19 novembre 1995  | Roseau        | Dominique - Sainte-Lucie | 2-1   | Match amical                                                     |
| 22 | 17 mars 1996      | Roseau        | Dominique - Sainte-Lucie | 0-1   | Coupe caribéenne des nations 1996 (tour préliminaire)            |
| 23 | 21 avril 1996     | Castries      | Sainte-Lucie - Dominique | 1-1   | Coupe caribéenne des nations 1996 (tour préliminaire)            |
| 24 | 9 septembre 1999  | Georgetown    | Sainte-Lucie - Dominique | 2-0   | Match amical                                                     |
| 25 | 12 décembre 1999  | Castries      | Sainte-Lucie - Dominique | 3-1   | Match amical                                                     |
| 26 | 13 décembre 1999  | Castries      | Sainte-Lucie - Dominique | 2-1   | Match amical                                                     |
| 27 | 18 décembre 1999  | Roseau        | Dominique - Sainte-Lucie | 2-1   | Match amical                                                     |
| 28 | 19 décembre 1999  | Roseau        | Dominique - Sainte-Lucie | 2-1   | Match amical                                                     |
| 29 | 16 mars 2001      | Saint-Georges | Sainte-Lucie - Dominique | 1-1   | Match amical                                                     |
| 30 | 18 mars 2001      | Saint-Georges | Sainte-Lucie - Dominique | 1-0   | Match amical                                                     |
| 31 | 30 novembre 2013  | Roseau        | Dominique - Sainte-Lucie | 0-1   | Match amical                                                     |
| 32 | 1er décembre 2013 | Roseau        | Dominique - Sainte-Lucie | 1-0   | Match amical                                                     |
| 33 | 30 avril 2014     | Roseau        | Dominique - Sainte-Lucie | 0-2   | Match amical                                                     |
| 34 | 7 septembre 2014  | Basseterre    | Sainte-Lucie - Dominique | 2-1   | Éliminatoires de la Coupe caribéenne des nations 2014 (1er tour) |
| 35 | 12 mai 2015       | Vieux Fort    | Sainte-Lucie - Dominique | 1-1   | Match amical                                                     |
| 36 | 4 juillet 2017    | Saint-Georges | Sainte-Lucie - Dominique | 0-0   | Match amical                                                     |
| 37 | 4 mars 2019       | Kingstown     | Sainte-Lucie - Dominique | 1-1   | Match amical                                                     |
| 38 | 4 octobre 2019    | Gros Islet    | Sainte-Lucie - Dominique | 3-1   | Match amical                                                     |

#### Bilan
- Total de matchs disputés : 38
- Victoires de Sainte-Lucie : 19
- Matchs nuls : 9
- Victoires de la Dominique : 10
- Total de buts marqués par Sainte-Lucie : 66
- Total de buts marqués par la Dominique : 44

## G

### Grenade

#### Confrontations
Confrontations entre Sainte-Lucie et la Grenade, :
|    | Date             | Lieu          | Match                  | Score | Compétition                                           |
| -- | ---------------- | ------------- | ---------------------- | ----- | ----------------------------------------------------- |
| 1  | 17 janvier 1961  |               | Sainte-Lucie - Grenade | 0-4   | Match amical                                          |
| 2  | 6 novembre 1966  | Saint-Georges | Grenade - Sainte-Lucie | 7-1   | Match amical                                          |
| 3  | 2 décembre 1967  | Roseau        | Grenade - Sainte-Lucie | 2-1   | Match amical                                          |
| 4  | 11 novembre 1969 |               | Grenade - Sainte-Lucie | 6-0   | Match amical                                          |
| 5  | 25 novembre 1970 | Saint-Georges | Grenade - Sainte-Lucie | 6-1   | Match amical                                          |
| 6  | 27 novembre 1971 | Roseau        | Grenade - Sainte-Lucie | 5-2   | Match amical                                          |
| 7  | 29 novembre 1972 |               | Sainte-Lucie - Grenade | 1-0   | Match amical                                          |
| 8  | 15 novembre 1973 |               | Sainte-Lucie - Grenade | 1-3   | Match amical                                          |
| 9  | 29 novembre 1973 | Saint-Georges | Grenade - Sainte-Lucie | 2-0   | Match amical                                          |
| 10 | 8 décembre 1974  |               | Sainte-Lucie - Grenade | 1-2   | Match amical                                          |
| 11 | 29 avril 1993    | Saint-Georges | Grenade - Sainte-Lucie | 0-1   | Coupe caribéenne des nations 1993 (tour préliminaire) |
| 12 | 21 mars 1995     | Saint-Georges | Grenade - Sainte-Lucie | 2-0   | Coupe caribéenne des nations 1995 (qualifications)    |
| 13 | 9 avril 1995     | Castries      | Sainte-Lucie - Grenade | 4-0   | Coupe caribéenne des nations 1995 (qualifications)    |
| 14 | 24 février 1999  | Castries      | Sainte-Lucie - Grenade | 1-2   | Match amical                                          |
| 15 | 14 mars 2001     | Saint-Georges | Grenade - Sainte-Lucie | 4-3   | Match amical                                          |
| 16 | 2 juin 2004      | Saint-Georges | Grenade - Sainte-Lucie | 2-0   | Match amical                                          |
| 17 | 17 octobre 2004  | Castries      | Sainte-Lucie - Grenade | 3-1   | Match amical                                          |
| 18 | 23 avril 2013    | Kingstown     | Grenade - Sainte-Lucie | 2-1   | Match amical                                          |
| 19 | 2 mai 2014       | Roseau        | Grenade - Sainte-Lucie | 0-1   | Match amical                                          |
| 20 | 16 mai 2015      | Vieux Fort    | Sainte-Lucie - Grenade | 0-2   | Match amical                                          |
| 21 | 30 juin 2017     | Sauteurs      | Grenade - Sainte-Lucie | 2-0   | Match amical                                          |

#### Bilan
Au 31 août 2018 :
- Total de matchs disputés : 21
- Victoires de Sainte-Lucie : 5
- Matchs nuls : 0
- Victoires de la Grenade : 16
- Total de buts marqués par Sainte-Lucie : 22
- Total de buts marqués par la Grenade : 54

### Guadeloupe

#### Confrontations
Confrontations entre Sainte-Lucie et la Guadeloupe :
|   | Date            | Lieu           | Match                     | Score | Compétition                                           |
| - | --------------- | -------------- | ------------------------- | ----- | ----------------------------------------------------- |
| 1 | 1er mars 1992   | Castries       | Sainte-Lucie - Guadeloupe | 0-2   | Coupe caribéenne des nations 1992 (tour préliminaire) |
| 2 | 10 avril 2001   | Port-au-Prince | Guadeloupe - Sainte-Lucie | 2-3   | Coupe caribéenne des nations 2001 (tour préliminaire) |
| 3 | 18 janvier 2004 |                | Guadeloupe - Sainte-Lucie | 2-0   | Match amical                                          |
| 4 | 20 mai 2006     | Les Abymes     | Guadeloupe - Sainte-Lucie | 2-1   | Match amical                                          |

#### Bilan
Au 31 août 2018 :
- Total de matchs disputés : 4
- Victoires de Sainte-Lucie : 1
- Matchs nuls : 0
- Victoires de la Guadeloupe : 3
- Total de buts marqués par Sainte-Lucie : 4
- Total de buts marqués par la Guadeloupe : 8

### Guatemala

#### Confrontations
Confrontations en matchs officiels entre Sainte-Lucie et le Guatemala :
|   | Date         | Lieu        | Match                    | Score | Compétition                                                       |
| - | ------------ | ----------- | ------------------------ | ----- | ----------------------------------------------------------------- |
| 1 | 14 juin 2008 | Guatemala   | Guatemala - Sainte-Lucie | 6-0   | Éliminatoires de la Coupe du monde 2010 : zone CONCACAF (2e tour) |
| 2 | 21 juin 2008 | Los Angeles | Sainte-Lucie - Guatemala | 1-3   | Éliminatoires de la Coupe du monde 2010 : zone CONCACAF (2e tour) |

#### Bilan
Au 31 août 2018 :
- Total de matchs disputés : 2
- Victoires de Sainte-Lucie : 0
- Match nul : 0
- Victoires du Guatemala : 2
- Total de buts marqués par Sainte-Lucie : 1
- Total de buts marqués par le Guatemala : 9

### Guyana

#### Confrontations
Confrontations entre le Guyana et Sainte-Lucie en matchs officiels, :
|   | Date             | Lieu       | Match                 | Score | Compétition                                                      |
| - | ---------------- | ---------- | --------------------- | ----- | ---------------------------------------------------------------- |
| 1 | 27 janvier 1987  | Castries   | Sainte-Lucie - Guyana | 1-3   | Match amical                                                     |
| 2 | 1er juin 1991    | Kingston   | Sainte-Lucie - Guyana | 4-1   | Coupe caribéenne des nations 1991 (match pour la 3e place)       |
| 3 | 28 juillet 2006  | Linden     | Guyana - Sainte-Lucie | 3-2   | Match amical                                                     |
| 4 | 30 juillet 2006  | Georgetown | Guyana - Sainte-Lucie | 2-0   | Match amical                                                     |
| 5 | 13 octobre 2010  | Paramaribo | Guyana - Sainte-Lucie | 1-0   | Coupe caribéenne des nations 2010 (qualifications)               |
| 6 | 25 octobre 2012  | Gros Islet | Sainte-Lucie - Guyana | 0-3   | Coupe caribéenne des nations 2012 (tour préliminaire)            |
| 7 | 5 septembre 2014 | Basseterre | Guyana - Sainte-Lucie | 0-2   | Éliminatoires de la Coupe caribéenne des nations 2014 (1er tour) |
| 8 | 23 mars 2015     | Providence | Guyana - Sainte-Lucie | 2-0   | Match amical                                                     |

#### Bilan
Au 31 août 2018 :
- Total de matchs disputés : 8
- Victoires du Guyana : 6
- Matchs nuls : 0
- Victoires de Sainte-Lucie : 2
- Total de buts marqués par le Guyana : 15
- Total de buts marqués par Sainte-Lucie : 9

## H

### Haïti

#### Confrontations
Confrontations entre Haïti et Sainte-Lucie en matchs officiels :
|   | Date              | Lieu           | Match                | Score | Compétition                                                        |
| - | ----------------- | -------------- | -------------------- | ----- | ------------------------------------------------------------------ |
| 1 | 12 avril 2001     | Port-au-Prince | Haïti - Sainte-Lucie | 3-2   | Coupe caribéenne des nations 2001 (qualifications)                 |
| 2 | 28 mars 2003      | Kingston       | Sainte-Lucie - Haïti | 2-1   | Gold Cup 2003 (tournoi qualificatif Caraïbes) (tour final)         |
| 3 | 29 septembre 2006 | Kingston       | Haïti - Sainte-Lucie | 7-1   | Coupe caribéenne des nations 2007 (qualifications)                 |
|   | 13 octobre 2018   |                | Sainte-Lucie - Haïti |       | Ligue des nations de la CONCACAF 2019-2020 (tournoi de classement) |

#### Bilan
Au 31 août 2018 :
- Total de matchs disputés : 3
- Victoires d'Haïti : 2
- Matchs nuls : 0
- Victoires de Sainte-Lucie : 1
- Total de buts marqués par Haïti : 11
- Total de buts marqués par Sainte-Lucie : 5

## I

### Îles Caïmans

#### Confrontations
Confrontations entre Sainte-Lucie et les îles Caïmans en matchs officiels :
|   | Date             | Lieu        | Match                       | Score | Compétition                                                        |
| - | ---------------- | ----------- | --------------------------- | ----- | ------------------------------------------------------------------ |
| 1 | 17 novembre 2018 | George Town | Îles Caïmans - Sainte-Lucie | 0-0   | Ligue des nations de la CONCACAF 2019-2020 (tournoi de classement) |

#### Bilan
Au 30 novembre 2018 :
- Total de matchs disputés : 1
- Victoires des îles Caïmans : 0
- Matchs nuls : 1
- Victoires de Sainte-Lucie : 0
- Total de buts marqués par les îles Caïmans : 0
- Total de buts marqués par Sainte-Lucie : 0

### Îles Turques-et-Caïques

#### Confrontations
Confrontations entre Sainte-Lucie et les îles Turques-et-Caïques en matchs officiels :
|   | Date           | Lieu           | Match                                  | Score | Compétition                                                        |
| - | -------------- | -------------- | -------------------------------------- | ----- | ------------------------------------------------------------------ |
| 1 | 6 février 2008 | Providenciales | Îles Turques-et-Caïques - Sainte-Lucie | 2-0   | Éliminatoires de la Coupe du monde 2010 : zone CONCACAF (1er tour) |
| 2 | 26 mars 2008   | Vieux Fort     | Sainte-Lucie - Îles Turques-et-Caïques | 2-0   | Éliminatoires de la Coupe du monde 2010 : zone CONCACAF (1er tour) |

#### Bilan
Au 31 août 2018 :
- Total de matchs disputés : 5
- Victoires des îles Turques-et-Caïques : 0
- Matchs nuls : 0
- Victoires de Sainte-Lucie : 5
- Total de buts marqués par les îles Turques-et-Caïques : 4
- Total de buts marqués par Sainte-Lucie : 24

### Îles Vierges britanniques

#### Confrontations
Confrontations entre Sainte-Lucie et les îles Vierges britanniques en matchs officiels :
|   | Date             | Lieu       | Match                                    | Score | Compétition                                                          |
| - | ---------------- | ---------- | ---------------------------------------- | ----- | -------------------------------------------------------------------- |
| 1 | 1er février 2000 | Road Town  | Îles Vierges britanniques - Sainte-Lucie | 2-3   | Match amical                                                         |
| 2 | 14 juillet 2002  | Road Town  | Îles Vierges britanniques - Sainte-Lucie | 1-3   | Gold Cup 2003 (tournoi qualificatif Caraïbes) (1er tour)             |
| 3 | 28 juillet 2002  | Vieux Fort | Sainte-Lucie - Îles Vierges britanniques | 8-1   | Gold Cup 2003 (tournoi qualificatif Caraïbes) (1er tour)             |
| 4 | 22 février 2004  | Road Town  | Îles Vierges britanniques - Sainte-Lucie | 0-1   | Qualification pour la Coupe du monde 2006 (zone CONCACAF - 1er tour) |
| 5 | 28 mars 2004     | Vieux Fort | Sainte-Lucie - Îles Vierges britanniques | 9-0   | Qualification pour la Coupe du monde 2006 (zone CONCACAF - 1er tour) |

#### Bilan
Au 31 août 2018 :
- Total de matchs disputés : 5
- Victoires des îles Vierges britanniques : 0
- Matchs nuls : 0
- Victoires de Sainte-Lucie : 5
- Total de buts marqués par les îles Vierges britanniques : 4
- Total de buts marqués par Sainte-Lucie : 24

### Îles Vierges des États-Unis

#### Confrontations
Confrontations entre Sainte-Lucie et les îles Vierges des États-Unis en matchs officiels :
|   | Date            | Lieu           | Match                                      | Score | Compétition                                           |
| - | --------------- | -------------- | ------------------------------------------ | ----- | ----------------------------------------------------- |
| 1 | 28 janvier 2000 | Christiansted  | Îles Vierges des États-Unis - Sainte-Lucie | 0-9   | Match amical                                          |
| 2 | 30 janvier 2000 | Christiansted  | Îles Vierges des États-Unis - Sainte-Lucie | 0-2   | Match amical                                          |
| 3 | 14 avril 2001   | Port-au-Prince | Sainte-Lucie - Îles Vierges des États-Unis | 14-1  | Coupe caribéenne des nations 2001 (tour préliminaire) |

#### Bilan
Au 31 août 2018 :
- Total de matchs disputés : 3
- Victoires des îles Vierges des États-Unis : 0
- Matchs nuls : 0
- Victoires de Sainte-Lucie : 3
- Total de buts marqués par les îles Vierges des États-Unis : 1
- Total de buts marqués par Sainte-Lucie : 25

## J

### Jamaïque

#### Confrontations
Confrontations entre Sainte-Lucie et la Jamaïque en matchs officiels, :
|    | Date              | Lieu       | Match                   | Score | Compétition                                                                       |
| -- | ----------------- | ---------- | ----------------------- | ----- | --------------------------------------------------------------------------------- |
| 1  | 18 juin 1989      | Kingston   | Jamaïque - Sainte-Lucie | 1-1   | Qualification pour la Coupe caribéenne des nations 1989 (groupe C)                |
| 2  | 30 mai 1991       | Kingston   | Jamaïque - Sainte-Lucie | 2-0   | Coupe caribéenne des nations 1991 (demi-finale)                                   |
| 3  | 19 juillet 1995   | Kingston   | Jamaïque - Sainte-Lucie | 2-1   | Coupe caribéenne des nations 1995 (groupe B)                                      |
| 4  | 24 octobre 1997   | Castries   | Sainte-Lucie - Jamaïque | 1-3   | Match amical                                                                      |
| 5  | 11 août 2002      | Castries   | Sainte-Lucie - Jamaïque | 1-3   | Match amical                                                                      |
| 6  | 26 mars 2003      | Kingston   | Jamaïque - Sainte-Lucie | 5-0   | Qualification pour la Gold Cup 2003 (tour final - groupe A)                       |
| 7  | 12 décembre 2004  | Vieux Fort | Sainte-Lucie - Jamaïque | 1-1   | Qualification pour la Coupe caribéenne des nations 2005 (deuxième tour)           |
| 8  | 19 décembre 2004  | Kingston   | Jamaïque - Sainte-Lucie | 2-1   | Qualification pour la Coupe caribéenne des nations 2005 (deuxième tour)           |
| 9  | 27 septembre 2006 | Kingston   | Jamaïque - Sainte-Lucie | 4-0   | Qualification pour la Coupe caribéenne des nations 2007 (premier tour - groupe D) |
| 10 | 5 mars 2014       | Castries   | Sainte-Lucie - Jamaïque | 0-5   | Match amical                                                                      |

#### Bilan
Au 31 août 2018 :
- Total de matchs disputés : 10
- Victoires de Sainte-Lucie : 0
- Matchs nuls : 2
- Victoires de la Jamaïque : 8
- Total de buts marqués par Sainte-Lucie : 6
- Total de buts marqués par la Jamaïque : 28

## M

### Martinique

#### Confrontations
Confrontations entre Sainte-Lucie et la Martinique :
|    | Date            | Lieu           | Match                     | Score | Compétition                                                |
| -- | --------------- | -------------- | ------------------------- | ----- | ---------------------------------------------------------- |
| 1  | 23 mai 1991     | Kingston       | Sainte-Lucie - Martinique | 0-0   | Coupe caribéenne des nations 1991 (gr. B)                  |
| 2  | 21 mai 1993     | Montego Bay    | Martinique - Sainte-Lucie | 2-0   | Coupe caribéenne des nations 1993 (gr. B)                  |
| 3  | 24 avril 1996   | Fort-de-France | Martinique - Sainte-Lucie | 1-0   | Coupe caribéenne des nations 1996 (tour préliminaire)      |
| 4  | 28 avril 1996   | Castries       | Sainte-Lucie - Martinique | 0-1   | Coupe caribéenne des nations 1996 (tour préliminaire)      |
| 5  | 12 mars 1997    | Fort-de-France | Martinique - Sainte-Lucie | 1-0   | Coupe caribéenne des nations 1997 (tour préliminaire)      |
| 6  | 22 mars 1998    | Castries       | Sainte-Lucie - Martinique | 1-2   | Coupe caribéenne des nations 1998 (tour préliminaire)      |
| 7  | 17 avril 1999   | Kingstown      | Sainte-Lucie - Martinique | 3-1   | Coupe caribéenne des nations 1999 (tour préliminaire)      |
| 8  | 21 février 2001 | Fort-de-France | Martinique - Sainte-Lucie | 4-2   | Match amical                                               |
| 9  | 21 mars 2001    | Castries       | Sainte-Lucie - Martinique | 1-1   | Match amical                                               |
| 10 | 9 octobre 2002  | Fort-de-France | Martinique - Sainte-Lucie | 4-0   | Match amical                                               |
| 11 | 6 novembre 2002 | Vieux Fort     | Sainte-Lucie - Martinique | 0-2   | Match amical                                               |
| 12 | 30 mars 2003    | Kingston       | Sainte-Lucie - Martinique | 4-5   | Gold Cup 2003 (tournoi qualificatif Caraïbes) (tour final) |
| 13 | 26 août 2010    | Vieux Fort     | Sainte-Lucie - Martinique | 1-3   | Match amical                                               |
| 14 | 28 août 2010    | Vieux Fort     | Sainte-Lucie - Martinique | 1-1   | Match amical                                               |
| 15 | 19 mars 2014    | Gros Islet     | Sainte-Lucie - Martinique | 0-0   | Match amical                                               |
| 16 | 26 août 2014    | Gros Islet     | Sainte-Lucie - Martinique | 0-2   | Match amical                                               |
| 17 | 28 août 2014    | Gros Islet     | Sainte-Lucie - Martinique | 0-1   | Match amical                                               |

#### Bilan
Au 31 août 2018 :
- Total de matchs disputés : 17
- Victoires de Sainte-Lucie : 1
- Matchs nuls : 4
- Victoires de la Martinique : 12
- Total de buts marqués par Sainte-Lucie : 13
- Total de buts marqués par la Martinique : 31

### Montserrat

#### Confrontations
Confrontations entre Sainte-Lucie et Montserrat en matchs officiels :
|   | Date              | Lieu       | Match                     | Score | Compétition                                                  |
| - | ----------------- | ---------- | ------------------------- | ----- | ------------------------------------------------------------ |
| 1 | 14 mai 1991       | Castries   | Sainte-Lucie - Montserrat | 3-0   | Coupe caribéenne des nations 1991 (tour préliminaire)        |
| 2 | 4 novembre 2004   | Basseterre | Sainte-Lucie - Montserrat | 3-0   | Coupe caribéenne des nations 2005 (tour préliminaire)        |
| 3 | 10 septembre 2019 | Lookout    | Montserrat - Sainte-Lucie | 1-1   | Ligue des nations de la CONCACAF 2019-2020 (Ligue B - gr. B) |
| 4 | 19 novembre 2019  | Gros Islet | Sainte-Lucie - Montserrat | 0-1   | Ligue des nations de la CONCACAF 2019-2020 (Ligue B - gr. B) |

#### Bilan
Au 20 novembre 2019 :
- Total de matchs disputés : 4
- Victoires de Sainte-Lucie : 2
- Matchs nuls : 1
- Victoires de Montserrat : 1
- Total de buts marqués par Sainte-Lucie : 7
- Total de buts marqués par Montserrat : 2

## P

### Panama

#### Confrontations
Confrontations entre le Panama et Sainte-Lucie en matchs officiels :
|   | Date         | Lieu       | Match                 | Score | Compétition                                                       |
| - | ------------ | ---------- | --------------------- | ----- | ----------------------------------------------------------------- |
| 1 | 13 juin 2004 | Panama     | Panama - Sainte-Lucie | 4-0   | Éliminatoires de la Coupe du monde 2006 (zone CONCACAF - 3e tour) |
| 2 | 20 juin 2004 | Vieux Fort | Sainte-Lucie - Panama | 0-3   | Éliminatoires de la Coupe du monde 2006 (zone CONCACAF - 3e tour) |

#### Bilan
Au 31 août 2018 :
- Total de matchs disputés : 2
- Victoires de Sainte-Lucie : 0
- Matchs nuls : 0
- Victoires du Panama : 2
- Total de buts marqués par Sainte-Lucie : 0
- Total de buts marqués par le Panama : 7

### Porto Rico

#### Confrontations
Confrontations entre Porto Rico et Sainte-Lucie en matchs officiels :
|   | Date             | Lieu       | Match                     | Score | Compétition                                                      |
| - | ---------------- | ---------- | ------------------------- | ----- | ---------------------------------------------------------------- |
| 1 | 11 novembre 2011 | Gros Islet | Sainte-Lucie - Porto Rico | 0-4   | Éliminatoires de la Coupe du monde 2014 (zone CONCACAF, 2e tour) |
| 2 | 14 novembre 2011 | Bayamón    | Porto Rico - Sainte-Lucie | 3-0   | Éliminatoires de la Coupe du monde 2014 (zone CONCACAF, 2e tour) |

#### Bilan
Au 31 août 2018 :
- Total de matchs disputés : 2
- Victoires de Porto Rico : 2
- Matchs nuls : 0
- Victoires de Sainte-Lucie : 0
- Total de buts marqués par Porto Rico : 7
- Total de buts marqués par Sainte-Lucie : 0

## R

### République dominicaine

#### Confrontations
Confrontations entre Sainte-Lucie et la République dominicaine en matchs officiels.
|   | Date             | Lieu           | Match                                 | Score | Compétition                                                     |
| - | ---------------- | -------------- | ------------------------------------- | ----- | --------------------------------------------------------------- |
| 1 | 27 mai 1991      | Kingston       | Sainte-Lucie - République dominicaine | 0-0   | Coupe caribéenne des nations 1991 (gr. B)                       |
| 2 | 12 octobre 2014  | Couva          | Sainte-Lucie - République dominicaine | 2-3   | Éliminatoires de la Coupe caribéenne des nations 2014 (2e tour) |
| 3 | 12 octobre 2019  | Saint-Domingue | République dominicaine - Sainte-Lucie | 3-0   | Ligue des nations de la CONCACAF 2019-2020 (Ligue B - gr. B)    |
| 4 | 16 novembre 2019 | Gros Islet     | Sainte-Lucie - République dominicaine | 1-0   | Ligue des nations de la CONCACAF 2019-2020 (Ligue B - gr. B)    |

#### Bilan
Au 20 novembre 2018 :
- Total de matchs disputés : 4
- Victoires de la République dominicaine : 2
- Matchs nuls : 1
- Victoires de Sainte-Lucie : 1
- Total de buts marqués par la République dominicaine : 6
- Total de buts marqués par Sainte-Lucie : 3

## S

### Saint-Christophe-et-Niévès

#### Confrontations
Confrontations entre Saint-Christophe-et-Niévès et Sainte-Lucie en matchs officiels :
|    | Date             | Lieu       | Match                                     | Score | Compétition                                                        |
| -- | ---------------- | ---------- | ----------------------------------------- | ----- | ------------------------------------------------------------------ |
| 1  | 5 mai 1996       | Basseterre | Saint-Christophe-et-Niévès - Sainte-Lucie | 5-1   | Éliminatoires de la Coupe du monde 1998 (zone CONCACAF - 1er tour) |
| 2  | 19 mai 1996      | Castries   | Sainte-Lucie - Saint-Christophe-et-Niévès | 0-1   | Éliminatoires de la Coupe du monde 1998 (zone CONCACAF - 1er tour) |
| 3  | 3 mars 1998      |            | Sainte-Lucie - Saint-Christophe-et-Niévès | 2-0   | Match amical                                                       |
| 4  | 20 avril 1999    | Kingstown  | Saint-Christophe-et-Niévès - Sainte-Lucie | 4-3   | Coupe caribéenne des nations 1999 (tour préliminaire)              |
| 5  | 2 février 2000   | Basseterre | Saint-Christophe-et-Niévès - Sainte-Lucie | 0-1   | Match amical                                                       |
| 6  | 19 février 2001  | Basseterre | Saint-Christophe-et-Niévès - Sainte-Lucie | 2-0   | Match amical                                                       |
| 7  | 13 novembre 2002 | Tunapuna   | Saint-Christophe-et-Niévès - Sainte-Lucie | 2-1   | Gold Cup 2003 (tournoi qualificatif Caraïbes) (2e tour)            |
| 8  | 2 novembre 2004  | Basseterre | Saint-Christophe-et-Niévès - Sainte-Lucie | 1-1   | Coupe caribéenne des nations 2005 (tour préliminaire)              |
| 9  | 6 septembre 2011 | Gros Islet | Sainte-Lucie - Saint-Christophe-et-Niévès | 2-4   | Éliminatoires de la Coupe du monde 2014 (zone CONCACAF, 2e tour)   |
| 10 | 11 octobre 2011  | Basseterre | Saint-Christophe-et-Niévès - Sainte-Lucie | 1-1   | Éliminatoires de la Coupe du monde 2014 (zone CONCACAF, 2e tour)   |
| 11 | 3 septembre 2014 | Basseterre | Saint-Christophe-et-Niévès - Sainte-Lucie | 0-0   | Éliminatoires de la Coupe caribéenne des nations 2014 (1er tour)   |

#### Bilan
Au 31 août 2018 :
- Total de matchs disputés : 11
- Victoires de Saint-Christophe-et-Niévès : 6
- Matchs nuls : 3
- Victoires de Sainte-Lucie : 2
- Total de buts marqués par Saint-Christophe-et-Niévès : 20
- Total de buts marqués par Sainte-Lucie : 12

### Saint-Vincent-et-les-Grenadines

#### Confrontations
Confrontations entre Sainte-Lucie et Saint-Vincent-et-les-Grenadines, :
|    | Date              | Lieu           | Match                                          | Score | Compétition                                                       |
| -- | ----------------- | -------------- | ---------------------------------------------- | ----- | ----------------------------------------------------------------- |
| 1  | 20 janvier 1961   |                | Sainte-Lucie - Saint-Vincent-et-les-Grenadines | 2-2   | Match amical                                                      |
| 2  | 6 janvier 1964    |                | Sainte-Lucie - Saint-Vincent-et-les-Grenadines | 2-2   | Match amical                                                      |
| 3  | 10 janvier 1964   |                | Sainte-Lucie - Saint-Vincent-et-les-Grenadines | 0-0   | Match amical                                                      |
| 4  | 22 novembre 1965  |                | Saint-Vincent-et-les-Grenadines - Sainte-Lucie | 1-2   | Match amical                                                      |
| 5  | 9 novembre 1966   | Saint-Georges  | Sainte-Lucie - Saint-Vincent-et-les-Grenadines | 1-2   | Match amical                                                      |
| 6  | 27 novembre 1967  | Roseau         | Sainte-Lucie - Saint-Vincent-et-les-Grenadines | 4-3   | Match amical                                                      |
| 7  | 12 novembre 1969  |                | Saint-Vincent-et-les-Grenadines - Sainte-Lucie | 2-1   | Match amical                                                      |
| 8  | 22 août 1971      |                | Sainte-Lucie - Saint-Vincent-et-les-Grenadines | 1-5   | Match amical                                                      |
| 9  | 26 novembre 1972  |                | Sainte-Lucie - Saint-Vincent-et-les-Grenadines | 2-1   | Match amical                                                      |
| 10 | 23 novembre 1973  |                | Saint-Vincent-et-les-Grenadines - Sainte-Lucie | 2-0   | Match amical                                                      |
| 11 | 27 novembre 1973  |                | Sainte-Lucie - Saint-Vincent-et-les-Grenadines | 0-1   | Match amical                                                      |
| 12 | 5 décembre 1974   |                | Sainte-Lucie - Saint-Vincent-et-les-Grenadines | 1-2   | Match amical                                                      |
| 13 | 2 décembre 1984   |                | Sainte-Lucie - Saint-Vincent-et-les-Grenadines | 2-0   | Match amical                                                      |
| 14 | 17 novembre 1985  | Saint-Georges  | Sainte-Lucie - Saint-Vincent-et-les-Grenadines | 0-0   | Match amical                                                      |
| 15 | 11 décembre 1986  |                | Sainte-Lucie - Saint-Vincent-et-les-Grenadines | 5-1   | Match amical                                                      |
| 16 | 22 mars 1992      | Castries       | Sainte-Lucie - Saint-Vincent-et-les-Grenadines | 1-0   | Éliminatoires de la Coupe du monde 1994 (zone CONCACAF, 1er tour) |
| 17 | 29 mars 1992      | Kingstown      | Saint-Vincent-et-les-Grenadines - Sainte-Lucie | 3-1   | Éliminatoires de la Coupe du monde 1994 (zone CONCACAF, 1er tour) |
| 18 | 25 avril 1993     | Saint-Georges  | Saint-Vincent-et-les-Grenadines - Sainte-Lucie | 0-1   | Coupe caribéenne des nations 1993 (tour préliminaire)             |
| 19 | 25 mai 1993       | Montego Bay    | Saint-Vincent-et-les-Grenadines - Sainte-Lucie | 4-1   | Coupe caribéenne des nations 1993 (gr. B)                         |
| 20 | 23 novembre 1995  | Roseau         | Sainte-Lucie - Saint-Vincent-et-les-Grenadines | 2-1   | Match amical                                                      |
| 21 | 14 mars 1997      | Fort-de-France | Sainte-Lucie - Saint-Vincent-et-les-Grenadines | 3-2   | Coupe caribéenne des nations 1997 (tour préliminaire)             |
| 22 | 20 mars 1998      | Castries       | Sainte-Lucie - Saint-Vincent-et-les-Grenadines | 3-2   | Coupe caribéenne des nations 1998 (tour préliminaire)             |
| 23 | 18 avril 1999     | Kingstown      | Saint-Vincent-et-les-Grenadines - Sainte-Lucie | 2-2   | Coupe caribéenne des nations 1999 (tour préliminaire)             |
| 24 | 12 mars 2001      | Saint-Georges  | Sainte-Lucie - Saint-Vincent-et-les-Grenadines | 0-2   | Match amical                                                      |
| 25 | 8 février 2004    | Castries       | Sainte-Lucie - Saint-Vincent-et-les-Grenadines | 1-2   | Match amical                                                      |
| 26 | 21 mars 2004      | Kingstown      | Saint-Vincent-et-les-Grenadines - Sainte-Lucie | 1-1   | Match amical                                                      |
| 27 | 1er octobre 2006  | Kingston       | Sainte-Lucie - Saint-Vincent-et-les-Grenadines | 0-8   | Coupe caribéenne des nations 2007 (qualifications)                |
| 28 | 10 septembre 2010 | Vieux Fort     | Sainte-Lucie - Saint-Vincent-et-les-Grenadines | 1-5   | Match amical                                                      |
| 29 | 23 octobre 2012   | Gros Islet     | Sainte-Lucie - Saint-Vincent-et-les-Grenadines | 1-0   | Coupe caribéenne des nations 2012 (tour préliminaire)             |
| 30 | 21 avril 2013     | Kingstown      | Saint-Vincent-et-les-Grenadines - Sainte-Lucie | 0-2   | Match amical                                                      |
| 31 | 4 mai 2014        | Roseau         | Sainte-Lucie - Saint-Vincent-et-les-Grenadines | 0-0   | Match amical                                                      |
| 32 | 14 mai 2015       | Vieux Fort     | Sainte-Lucie - Saint-Vincent-et-les-Grenadines | 1-2   | Match amical                                                      |
| 33 | 28 juin 2017      | Saint-Georges  | Saint-Vincent-et-les-Grenadines - Sainte-Lucie | 1-2   | Match amical                                                      |

#### Bilan
Au 31 août 2018 :
- Total de matchs disputés : 33
- Victoires de Sainte-Lucie : 13
- Matchs nuls : 7
- Victoires de Saint-Vincent-et-les-Grenadines : 13
- Total de buts marqués par Sainte-Lucie : 46
- Total de buts marqués par Saint-Vincent-et-les-Grenadines : 59

### Salvador

#### Confrontations
Confrontations en matchs officiels entre le Salvador et Sainte-Lucie :
|   | Date             | Lieu         | Match                   | Score | Compétition                                                  |
| - | ---------------- | ------------ | ----------------------- | ----- | ------------------------------------------------------------ |
| 1 | 7 septembre 2019 | San Salvador | Salvador - Sainte-Lucie | 3-0   | Ligue des nations de la CONCACAF 2019-2020 (Ligue B - gr. B) |
| 2 | 15 octobre 2019  | Gros Islet   | Sainte-Lucie - Salvador | 0-2   | Ligue des nations de la CONCACAF 2019-2020 (Ligue B - gr. B) |

#### Bilan
Au 20 novembre 2019 :
- Total de matchs disputés : 2
- Victoires de Sainte-Lucie : 0
- Matchs nuls : 0
- Victoires du Salvador : 2
- Total de buts marqués par Sainte-Lucie : 0
- Total de buts marqués par le Salvador : 5

### Suriname

#### Confrontations
Confrontations entre le Suriname et Sainte-Lucie en matchs officiels :
|   | Date            | Lieu       | Match                   | Score           | Compétition                                                        |
| - | --------------- | ---------- | ----------------------- | --------------- | ------------------------------------------------------------------ |
| 1 | 5 mars 2000     | Castries   | Sainte-Lucie - Suriname | 1-0             | Éliminatoires de la Coupe du monde 2002 (zone CONCACAF - 1er tour) |
| 2 | 19 mars 2000    | Paramaribo | Suriname - Sainte-Lucie | 1-0 (tab : 3-1) | Éliminatoires de la Coupe du monde 2002 (zone CONCACAF - 1er tour) |
| 3 | 15 octobre 2010 | Paramaribo | Suriname - Sainte-Lucie | 2-1             | Coupe caribéenne des nations 2010 (qualifications)                 |

#### Bilan
Au 31 août 2018 :
- Total de matchs disputés : 3
- Victoires du Suriname : 2
- Matchs nuls : 0
- Victoires de Sainte-Lucie : 1
- Total de buts marqués par le Suriname : 3
- Total de buts marqués par Sainte-Lucie : 2

## T

### Trinité-et-Tobago

#### Confrontations
Confrontations entre Sainte-Lucie et Trinité-et-Tobago, :
|   | Date              | Lieu         | Match                            | Score | Compétition                                                     |
| - | ----------------- | ------------ | -------------------------------- | ----- | --------------------------------------------------------------- |
| 1 | 27 mai 1991       | Kingston     | Sainte-Lucie - Trinité-et-Tobago | 2-1   | Coupe caribéenne des nations 1991 (gr. B)                       |
| 2 | 23 mai 1993       | Montego Bay  | Trinité-et-Tobago - Sainte-Lucie | 1-1   | Coupe caribéenne des nations 1993 (gr. B)                       |
| 3 | 21 juillet 1995   | Montego Bay  | Trinité-et-Tobago - Sainte-Lucie | 5-0   | Coupe caribéenne des nations 1995 (gr. B)                       |
| 4 | 13 novembre 2002  | Tunapuna     | Trinité-et-Tobago - Sainte-Lucie | 0-1   | Gold Cup 2003 (tournoi qualificatif Caraïbes) (2e tour)         |
| 5 | 21 septembre 2010 | Saint John's | Trinité-et-Tobago - Sainte-Lucie | 3-0   | Match amical                                                    |
| 6 | 10 octobre 2014   | Couva        | Trinité-et-Tobago - Sainte-Lucie | 2-0   | Éliminatoires de la Coupe caribéenne des nations 2014 (2e tour) |

#### Bilan
Au 31 août 2018 :
- Total de matchs disputés : 6
- Victoires de Sainte-Lucie : 2
- Matchs nuls : 1
- Victoires de Trinité-et-Tobago : 3
- Total de buts marqués par Sainte-Lucie : 4
- Total de buts marqués par Trinité-et-Tobago : 12